# Taskenti Repülőgépgyártó Termelési Egyesülés
A Cskalov nevét viselő Taskenti Repülőgépgyártó Termelési Egyesülés (oroszul: Ташкентское авиационное производственное объединение имени В. П. Чкалова, üzbég nyelven: V. P. Chkalov nomli Toshkent aviatsiya ishlab chiqarish birlashmasi) rövidítve TAPO (ТАПО), vagy TAPOiCS (ТАПОиЧ) az üzbegisztáni Taskentben működő repülőgépgyár, a közép-ázsiai régió legnagyobb repülőgépgyártó vállalata. A gyár 2012-ben beszüntette a repülőgépgyártást és 2014-ben átnevezték Taskenti Gépgyár (üzbég nyelven: Toshkent mexanika zavodi, rövidítve TMZ) névre.

## Története
A gyár elődjét, a 84. sz. Repülőgépjavító Üzemet 1932-ben hozták létre a Moszkva melletti Himkiben. Kezdetben repülőgép-javítással foglalkozott, majd 1936-tól Nyikolaj Polikarpov tervezőcsoportjával együttműködve ott gyártották az I–16-os vadászrepülőgépet. A gyár időközben a híres szovjet távolsági repülő, Valerij Cskalov nevét vette fel. 1938-tól Polikarpov tervezőirodája már a Tupoljev-féle 156. sz. gyár mellett működött,  84. sz. gyár tervezőirodáját pedig Vlagyimir Levkov és Viktor Bolhovityinov vezette. Ezen időszakban ott készültek Levkov L–1 és L–5 repülő csónakjai és Bolhovityinov BBSZ bombázója.
1939-ben Himkiben kezdték el az amerikai DC–3 szovjet licencgyártású változatának, az először a gyár sorszámáról PSZ–84 jelzést kapott, majd 1941-től Li–2-es típusjelzésű utasszállító repülőgépnek a gyártását.
A második világháború alatt, a Szovjetunió elleni német támadás után a Himkiben működő repülőgépgyárat az üzbegisztáni Taskentbe evakuálták. A második világháború alatt a gyár az Li–2 sorozatgyártását végezte, melyből 1941–1945 között 2258 db-ot építettek.

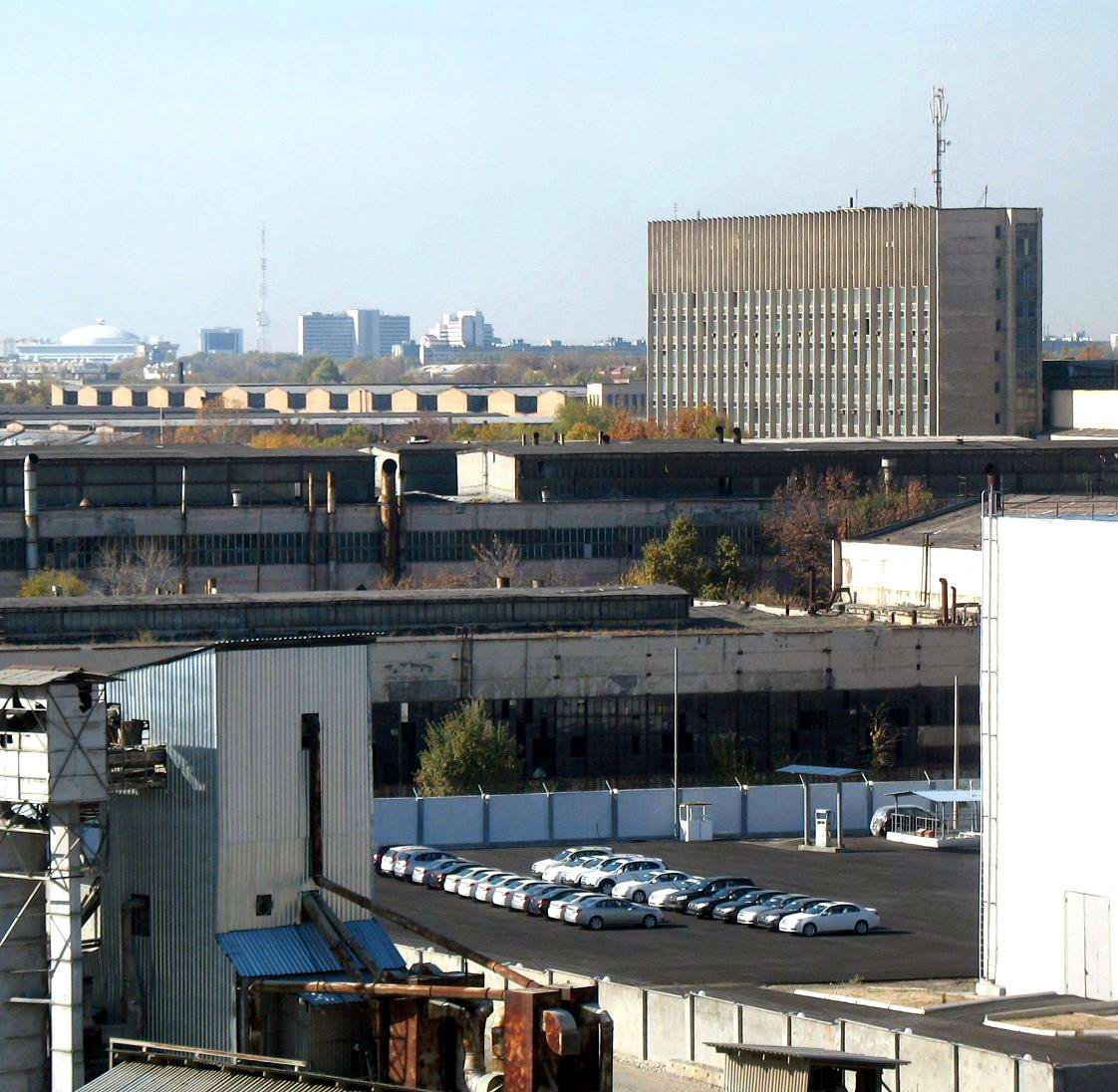
A Taskenti Repülőgépgyár központi irodaépülete (a kép jobb szélén)

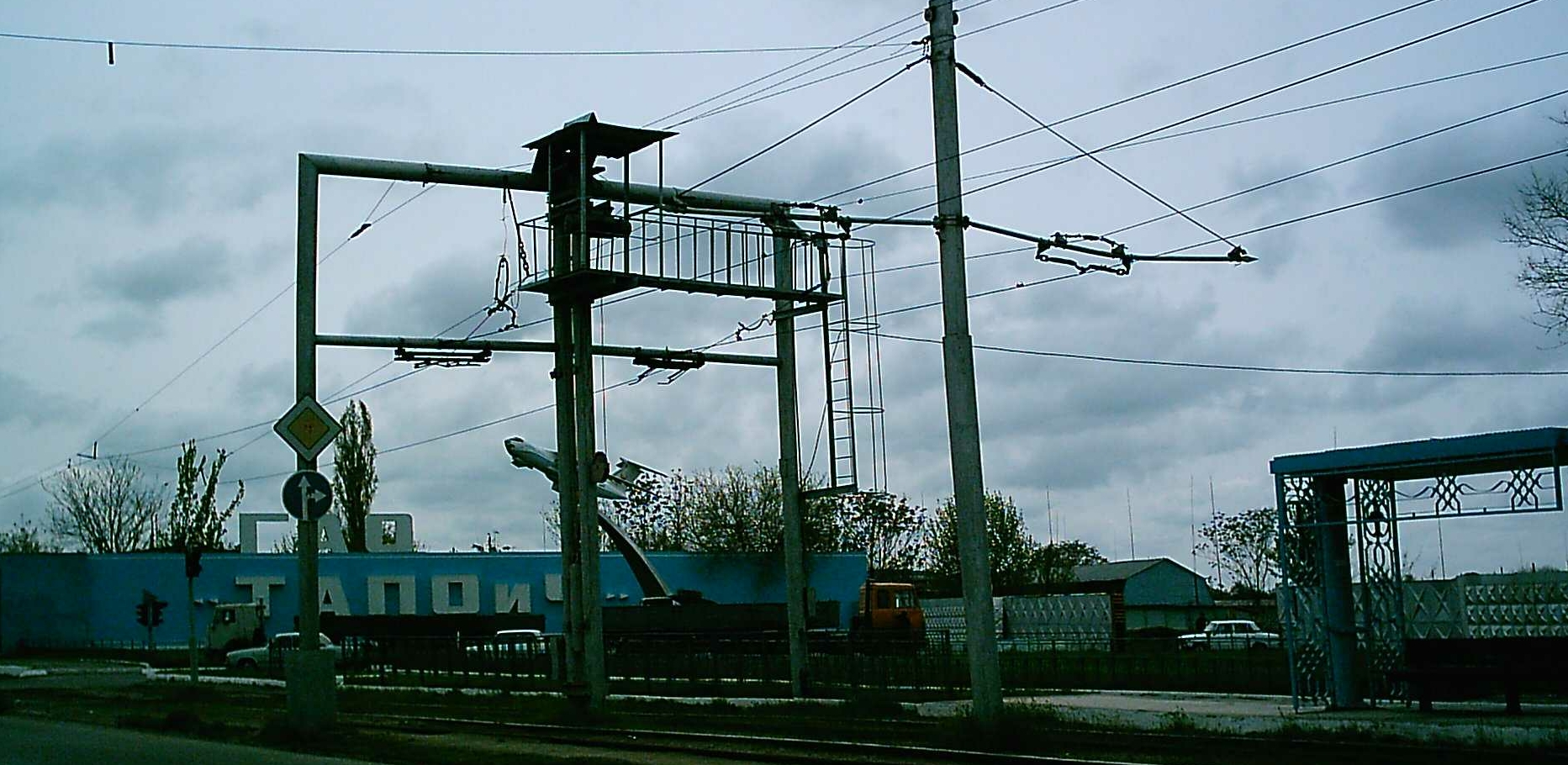
A Taskenti Repülőgépgyártó Termelési Egyesülés főbejárata. A kapunál lévő állványon egy Il–76-os repülőgép makettje látható. (A mekattet a repülőgépgyártás beszüntetése után, 2012-ben eltávolították.)

A második világháború után a gyár Taskentben maradt. Az ezt követő években több szovjet tervezőiroda repülőgépeinek részegységeit, vagy magát a teljes gépet is ott gyártották. A taskenti gyár a szovjet időszakban elsősorban szállító repülőgépek építésére specializálódott, gyártotta az Il–14, An–8, An–12, An–22 és Il–76 repülőgépeket, valamint a Ka–22 helikoptert. Ugyancsak Taskentben készültek az An–124 és az An–225 szállító repülőgépek szárnyai.
Az 1945-től a Szovjetunió felbomlásáig, 1991-ig mintegy 900 db szállító repülőgépet épített a gyár. 1991-ben a vállalat üzbég állami tulajdonba került. Az 1990-es években a pénzügyi nehézségek és az alkatrészgyártókkal megszakadt kapcsolatok miatt a taskenti repülőgépgyár termelése jelentősen visszaesett. 1991-től a 2000-es évek elejéig mindössze 10 db Il–76MF, Il–76TF, Il–78 szállító repülőgépet és Il–114 utasszállító repülőgépet épített a gyár, amelyeket csak jelentős késéssel sikerült átadni a megrendelőknek.
2007-ben az orosz és az üzbég kormány megállapodott arról, hogy 2008-ban a gyárat eladják, amely az orosz Egyesített Repülőgépgyártó Vállalat (OAK) részeként fog működni a jövőben. Az orosz fél nem készpénzzel fizetett volna az üzbég cégért, hanem Üzbegisztán cserében részesedéshez jutott volna  az OAK-ban. Az ügylet végül nem valósult meg. A vállalat 2010–2012 között az uljanovszki Aviasztar repülőgépgyárral közösen 24 db Il–76MF gépet fog megépíteni kínai rendelésre. A taskenti cég valószínűleg részt vesz az orosz Roszoboronekszport által 2009–2010 között Venezuelának szállítandó tíz db Il–76MD–90 szállító, és két db Il–78 légi utántöltő repülőgép gyártásában is.
A vállalatnál 2012-ben megszüntették a repülőgépgyártást, a céget más termékek (vagonok, mezőgazdasági gépek) gyártására állítják át. A vállalat 2015-ben az Üzbég Vasutak tulajdonába került.

## Külső hivatkozások
- A TAPO a GlobalSecurity.org-on (angolul)